# 富山市立寒江小学校
富山市立寒江小学校（とやましりつ さむえしょうがっこう）は富山県富山市にある公立小学校。

## 沿革
個別に出典が提示されていない箇所の出典→。
- 1874年12月22日 - 本郷に寒江小学校創立。
- 1875年 - 本郷の寒江小学校を分割し、大塚村に修身小学校設置し、寒江小学校を高木村に移転。
- 1880年4月 - 本郷小学校（本郷）、修身小学校（大塚）、高木小学校（高木）の3校を設置。
- 1887年4月1日 - 高木、修身の2校を廃止し、本郷村に寒江小学校尋常科および本郷小学校簡易科が設置される。
- 1888年から1889年 - 中沖小学校（中沖）、高木小学校（高木）、大塚小学校（大塚）ができる。
- 1890年4月1日 - 中沖小学校、大塚小学校を廃止し、寒江小学校を設置。
- 1892年10月1日 - 寒江尋常小学校となる。
- 1925年
  - 3月30日 - 雨天体操場新築。
  - 4月1日 - 高等科を設置。
- 1941年4月1日 - 寒江村立寒江国民学校に改称。
- 1947年4月1日 - 寒江村立寒江小学校と改称。
- 1949年 - 学校給食始まる。8月には給食室が竣工。
- 1953年12月 - 校舎新築。木造2階建ての1棟（6教室、職員室、会議室）竣工。
- 1954年3月1日 - 呉羽町立寒江小学校となる。
- 1956年4月 - 校庭に聖徳太子孝養の像が建つ。
- 1959年10月 - 校歌制定。
- 1962年7月31日 - 体育館竣工、運動場造成。
- 1965年4月1日 - 富山市立寒江小学校と改称。
- 1968年6月1日 - 特別教室（理科、音楽、図書、図工室）等新築落成。
- 1968年から1971年 - 屋外環境の整備（花壇、交通訓練コース、温室、鉄棒、ジャングルジム等）。

## 通学区域
大塚、北二ツ屋、呉羽野田、中沖、野口、野町、本郷

## 進学先
- 富山市立呉羽中学校

## 著名な関係者
- 岡島俊樹（元サッカー選手） - 元校長